# Mas Calau (Argentona)
El Mas Calau és una obra d'Argentona (Maresme) protegida com a Bé Cultural d'Interès Local.

## Descripció
Masia amb moltes construccions annexes. La construcció principal té la coberta a dues aigües amb frontó lateral. Té planta baixa baixa, pis i golfes amb coberta a dues aigües trencada pels cossos adossats, i una torre rodona, moderna, adossada al darrere.
La volumetria i la façana són rellevants, amb elements de diversos orígens, neogòtics, incorporats a finals del segle xix o principis del XX. També té una capella adossada.
De la construcció original tan sols resta l'entrada, amb tres portals de pedra granítica, l'escala també de pedra, i un rentamans amb plafó de rajoles antic.